# زهبر (إب)

تعديل مصدري - تعديل

زهبر محلة تابعة لقرية الذنيبة، التابعة لعزلة بني محرم بمديرية إب إحدى مديريات محافظة إب في الجمهورية اليمنية.، بلغ تعداد سكانها 77 حسب تعداد اليمن لعام 2004.